# 7. Armee (Österreich-Ungarn)
Die k.u.k. 7. Armee war ein Großverband der österreichisch-ungarischen Armee im Ersten Weltkrieg.
Der Armeeoberkommando 7 ging Anfang Mai 1915 direkt aus Armeegruppe Pflanzer-Baltin hervor und war von der Aufstellung bis zur Auflösung im April 1918 ausschließlich an der Ostfront eingesetzt.

## Einsatz

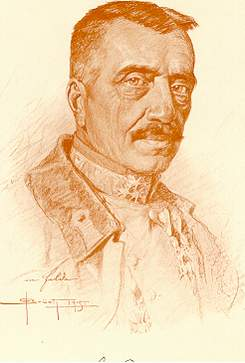
Karl von Pflanzer-Baltin Zeichnung von Oskar Brüch

### 1914
Zu Kriegsbeginn im August 1914 rückte die russische 8. Armee auf breiter Front über den Grenzfluss Zbrucz nach Galizien vor. Bei Halicz hielt die Gruppe des FML Karg (38. Honved-Division und 102. Landsturm-Brigade) einen östlichen Dnjestr-Brückenkopf. Über den oberen Pruth drang das russische Kosakenkorps Pawlow in die Bukowina ein. Die Provinzstädte Stryi und Stanislau wurden im September vom russischen XXIV. Korps besetzt. K.k. Landwehr  konnten die nordöstlichen Teile der Bukowina noch einige Zeit erfolgreich halten.

### Armeegruppe Pflanzer-Baltin
Erst ab 26. September etablierte sich zum Schutz der Dnjestr-Linie die Armeegruppe des General der Kavallerie Karl von Pflanzer-Baltin, die zumeist aus dort ansässigem Landsturm gebildet worden war.
- 55. Division – FML Peter von Hofmann
- 56. Division – FML Wilhelm von Attems-Petzenstein
- 54. Division – FML Emil Schultheisz von Devecser
- 52. Division – FML Franz Schreitter von Schwarzenfeld
- 2. Polnische Legion – FML Karl Durski von Trzasko (Oberstleutnant Józef Haller)

Die an der Sereth-Linie operierende Gruppe des Oberstleutnant Eduard Fischer umfasste neben Gendarmerieeinheiten auch zahlreiche Freiwillige verschiedener Ethnien. Die Hauptstützpunkte dieser Landsturmgruppe lagen in Gurahumora und Kimpolung. Mitte Oktober 1914 deckte die polnische Brigade unter Oberstleutnant Haller im Bereich der Gruppe des FML Attems (56. Honved-Division) den Eingang zum Pantyr-Pass im Raum Rafailowa gegenüber russischen Kräften bei Nadworna. Am 22. Oktober führte die Gruppe Durski einen entlastenden Vorstoß in Richtung auf Dolina und Stryj aus. Fischers Truppen konnten die russischen Angriffe für kurze Zeit aufhalten. Erst der verstärkten russischen Dnjestr-Gruppe unter General Seliwanow gelang es am 20. November 1914, Czernowitz zu besetzen.

### 1915
Im Frühjahr 1915 wurde die Armeegruppe Pflanzer durch deutsche Truppen verstärkt. Das im Laborcza-Tal sichernde Korps Hofmann (55. Division und 131. Brigade) wurde der neugebildeten deutschen Südarmee unterstellt. Dagegen etablierte sich bei der Armeegruppe Pflanzer das kombinierte Korps Marschall (k.u.k. 30. Division, k.u.k. 10. und deutsche 5. Kav.-Division).
Infolge der Angriffe der k.u.k. 3. Armee in der Karpatenschlacht unterstützte auch Pflanzer ab 1. Februar 1915 die Offensive durch taktische Vorstöße zur Dnjestrlinie. Im Februar 1915 wurde das Korps Czibulka formiert, es umfasste die 36. Division (FML Schreitter) und die 15. Division (GM Benigni). Die Gruppe des Generalmajor von Lilienhoff drang über Kirlibaba und Jakobeny in die verlorene Bukowina ein. Die aus Serbien eingetroffene 36. Division ging über den Tartarenpass entlang nach Delatyn vor – am 17. Februar konnte Czernowitz wieder genommen werden. Czibulkas Truppen erreichten am 18. Februar Ottynia. Bis zum 26. Februar musste der linke Flügel der russischen 8. Armee durch das XXII. Korps verstärkt werden. Aus Polen wurde die russische 9. Armee unter General Letschizki (8½ Infanterie- und 5 Kavallerie-Divisionen) an die Dnjestrfront verlegt, um den Vormarsch der Armeegruppe Pflanzer zu stoppen. In kurzer Zeit war dadurch der Stellungskrieg am linken Flügel der russischen Südwestfront wieder erzwungen.

### Aufstellung des Armeeoberkommando 7

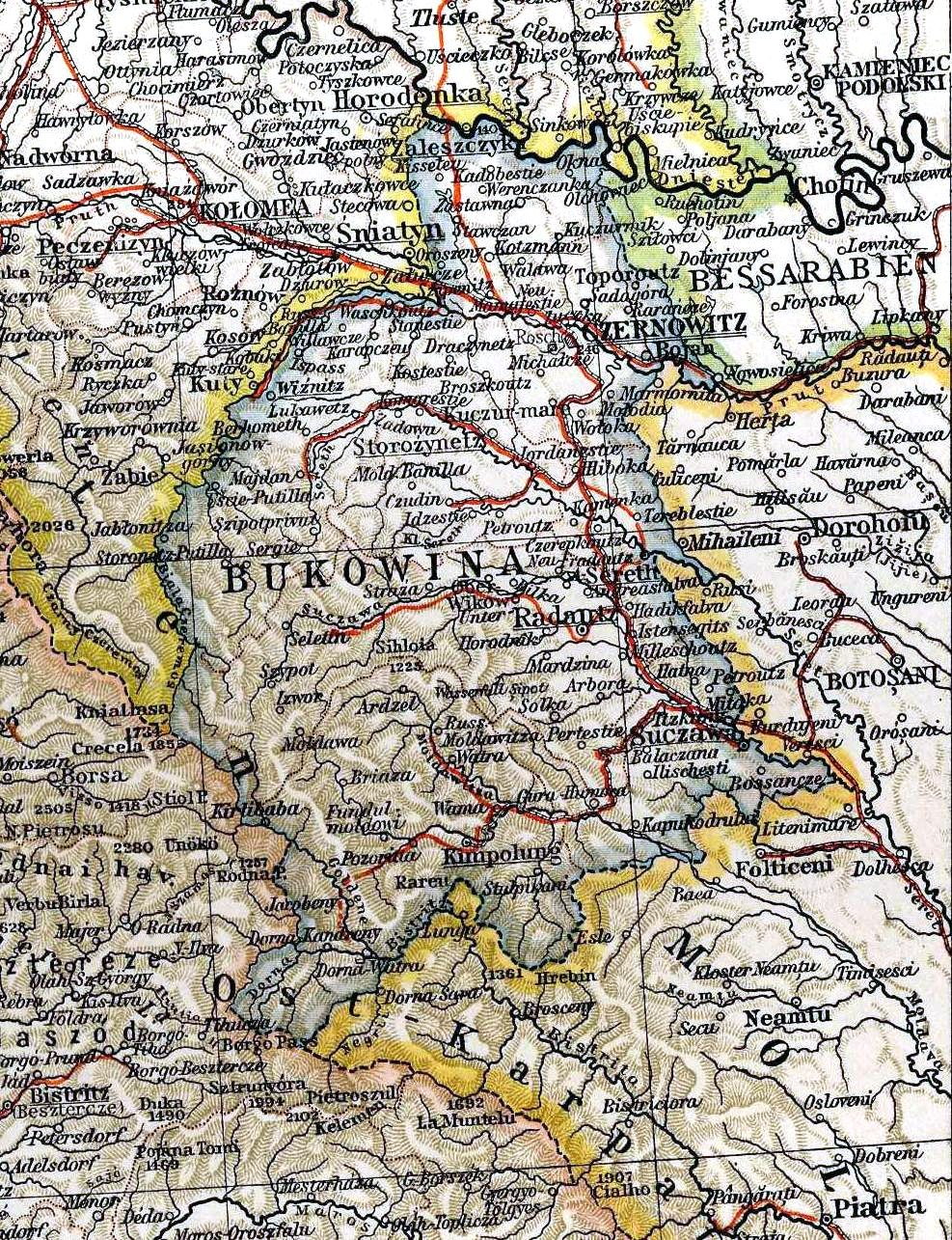
Das bedrohte Kronland Bukowina

Die Armeegruppe Pflanzer führte ab 1. Mai 1915 mit 20 Bataillonen Angriffe gegen Dolina um die Russen vom vorbereiteten Angriff in Westgalizien abzulenken. Zur Verstärkung Pflanzers wurde auch das III. „Grazer“ Korps mit der 22. Schützen- und der 28. Infanterie-Division von den Karpaten kurzfristig an den Dnjestr geworfen. Die am Dnjestr mit wechselvollen Geschick kämpfende Armeegruppe Pflanzer wurde am 8. Mai 1915 in k.u.k. 7. Armee umbenannt und aufgewertet. Als Chef des Generalstabes wurde Oberst von Zeynek bestimmt.
Am 8. Mai gelang k.u.k. Kaiserschützen Zaleszczyki am Dnjestr zu überrumpeln und 3000 Russen gefangen zu nehmen. Schon am 9. Mai setzte ein starker Gegenangriff der russischen 9. Armee mit sechs Armeekorps ein, der alle Erfolge Pflanzers zunichtemachte. Bis zum 12. Mai musste die 7. Armee wieder an den Pruth und bis Nadwórna zurückweichen, die Rückzugskämpfe brachten besonders den steirischen, Kärntner und schlesischen Truppenteile schwere Verluste.
Danach wirkte sich der Durchbruch der deutschen 11. Armee zwischen Gorlice und Tarnow auch günstig für die k.u.k. 7. Armee aus. Die russische 9. Armee musste mehrere Korps zur Stützung der zusammenbrechenden 3. Armee zum San-Abschnitt abgeben. Nach der Schlacht am Dnjestr (13. bis 19. Juli 1915) konnte die 7. Armee im engen Zusammenwirken mit der links angreifenden deutschen Südarmee Stanislau und Kolomea zurückerobern. Am 9. August gelang es bei Czernelica einen östlichen Brückenkopf am Dnjestr zu schlagen und die Front bis Ende August über die Strypa nach Osten vorzuschieben.
Nach einer neuerlichen Gegenoffensive der russischen 9. Armee aus dem Raum Czortkow musste der zwischen 9. und 12. September 1915 in der Schlacht am Sereth geschlagene Nordflügel der 7. Armee (XIII. Korps und 30. Division) über Dzurym-Abschnitt auf die Strypa zurückweichen, wo man in den Stellungskrieg überging.
Im Oktober 1915 unterstanden der 7. Armee 106,5 Bataillone, 13.680 Reiter und 375 Geschütze, gegliedert in fünf Korpsgruppen:
- VI. Korps unter Arz von Straußenburg (12. und 39. Division, 5. Kavalleriedivision)
- XIII. Korps unter Rhemen zu Barensfeld (36. und 15. Division)
- Korps Johann von Henriquez (30. Division, 8. Kavalleriedivision)
- Korps Benigni (5. und 6. Division, Brigade Bekesi, 3. Kavalleriedivision)
- 5. und 6. Kavalleriedivision
- XI. Korps Korda (42. Division, poln. 2. Brigade, Brigade Papp)[1]

### 1916
Nach den Erfolgen der russischen Brussilow-Offensive in Wolhynien folgte ab 4. Juni 1916 auch der Angriff der russischen 7. Armee unter General Tscherbatschew. Das russische II., XVI. und XXXIII. Korps warf den Nordflügel der k.u.k. 7. Armee (VI. Korps) in der Schlacht an der Strypa zurück. Das russische XVI. Korps griff mit der 41. Division über die Strypa auf Buczacz an, das am 10. Juni von der k.u.k. 36. Division geräumt werden musste. Nach dem Verlust von Buczacz musste die deutsche Südarmee ihre Front nach Süden verlängern und das k.u.k. VI. Korps (Arz) stützen. Am 12. Juni musste der Südflügel Bothmers auf Koropiec und Nazniow zurückgenommen werden. Hier trafen bald deutsche Verstärkungen ein, welche bis Monatsende in schweren Kämpfen bei Tlumatsch die Front vorläufig wiederherstellen konnten.
Gleichzeitig mit der russischen 11. Armee griff am 4. Juni auch die russische 9. Armee gegen den südlichen Abschnitt der k.u.k. 7. Armee an. Die Front der k.u.k. 15. Division unter Generalmajor Weiss-Tihany konnte den Druck des russischen II. Korps bei Jaslowez nicht standhalten. Am 7. Juni brach die russische 43. Division südlicher bei Dulibty ebenfalls durch. Am 9. Juni wurde die Front der 15. Division (XIII. Korps) am Dnjestr aufgerissen, der Korpskommandant General von Rhemen wurde deshalb am 6. Juli durch FML Csicserics ersetzt. General Pflanzer spielte schon mit dem Gedanken die 7. Armee auf den Pruth zurückzunehmen, ein Unterfangen, welches die noch haltende deutsche Südarmee nach dem gleichzeitigen Zusammenbruch der k.u.k. 1. Armee an ihrer Nordflanke, ebenfalls zum Rückzug gezwungen hätte. Auch die Dnjestrlinie der im Zentrum der Armee Pflanzer stehenden Korpsgruppen Hadfy und Benigni wurde vom russischen XXXIII. und XXXXI. Korps überrannt. Nachdem auch die Front das k.u.k. XI. Korps bis 9. Juni in der Schlacht bei Okna zusammengebrochen war, geriet die Front der 7. Armee vollständig ins Wanken. Der Rückzug des XI. Korps auf die Linie Sniatyn-Horodenka artete in Flucht aus. Die k.u.k. 7. Armee löste sich fast vollständig auf, sie verlor während des 50 Kilometer tiefen Einbruches der Russen rund 100.000 Mann. Czernowitz war am 18. Juni wieder verloren gegangen. Horodenka fiel an das russische XXXIII. Korps, Kolomea ging bis 29. Juni verloren. Ende Juni wurde die deutsche 119. Infanterie-Division bei Stanislau ausgeladen und begann sofort mit Gegenstößen in Richtung auf das bereits verlorene Obertyn. Um die drohende Lücke zur Südarmee zu schließen, wurde bis Mitte Juli die deutsche Korpsgruppe Kraewel (105. und 119. Infanterie-Division) in die Frontlücke eingeführt.
Das k.u.k. Armeekommando 3 unter General Kövess übernahm die Befehlsführung, die Reste der 7. Armee hielten jetzt nur mehr den Abschnitt südlich des Pruth in der Bukowina. Am 9. August entriss das russische XI. Korps der k.u.k. 59. Division die beherrschende Höhenstellung von Pirs Dora. Das russische XII. Korps drang fast ungehindert in den Raum östlich von Nadwórna vor, das k.u.k. XIII. Korps musste zwischen Mariampol und Dubienko zurückgehen. Die wieder an der Flanke entblößte 7. Armee musste sich auf die Linie Ottynia–Tysmjenica und hinter die Bistritza zurückziehen. In den folgenden Kämpfen ging am 10. August Stanislau wieder verloren, die neue Front bildete sich zwischen Marjampol–Nadworna. Anfang September begann die russische 9. Armee eine neue Offensive in der westlichen Bukowina. General Letschizki stand wieder am Rande der Karpaten, aber dieses Gebirge war wie im Kriegswinter 1914/15 ein unüberwindliches Hindernis für die russischen Truppen. Am 8. September 1916 wurde General Pflanzer-Baltin durch Karl von Kirchbach als neuem Oberbefehlshaber der 7. Armee abgelöst. Am 17. September führte das deutsche Korps Gerok einen entlastenden Gegenangriff an der Narajowka der auch die Front der 7. Armee stabilisierte.

### 1917/18

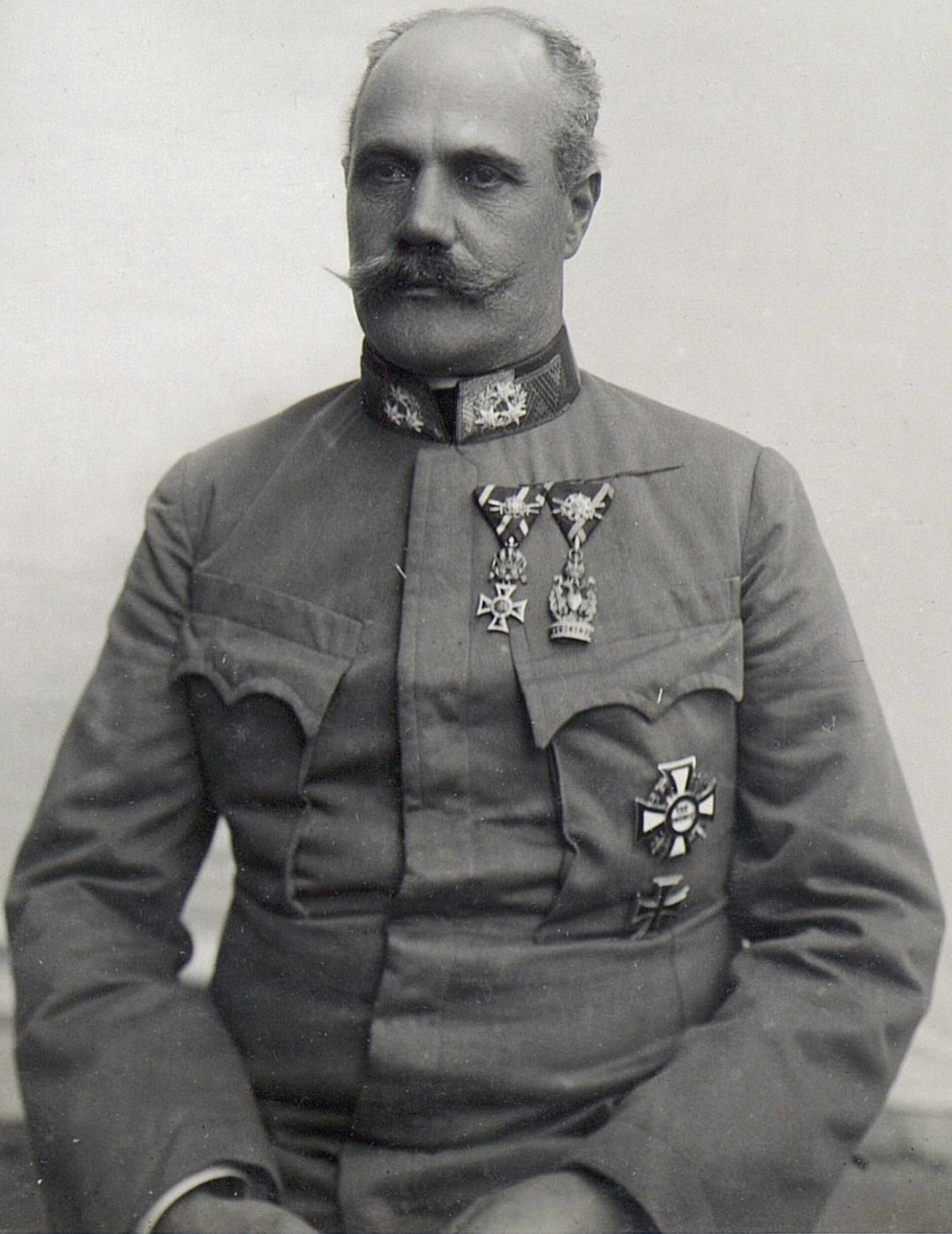
Karl Kritek

Während der Kerenski-Offensive im Sommer 1917 unterstand die 7. Armee dem Generalobersten Kövess in den Waldkarpaten und hielt gegenüber der russischen 8. Armee die Frontlinie Pantyr-Pass – Ludowagebirge – Kirlibaba bis Vatra Dornei.
- XVII. Korps unter FML Ludwig von Fabini: (8. Kavallerie-Division, 30. und 34. Division)
- deutsches Karpatenkorps unter General Richard von Conta; (1. und 200. Infanterie-Division, k.u.k. 40. H.I.D.)
- Kavalleriekorps unter FML Samuel Apór: (5. und 6. Kavalleriedivision)
- Gruppe Pichler (FML Kletus von Pichler): (11. und 59. Division)
- XI. Korps unter FML Hugo von Habermann: (51. und 74. Division)
- Gruppe Krauß: deutsche 117. Infanterie-Division

Infolge der in Ostgalizien erfolgten Tarnopol-Offensive (Juli – August 1917) konnte die k.u.k. 3. und 7. Armee fast die gesamte Bukowina zurückerobern. Bis Ende Juli gelang der Gruppe Litzmann die Rückeroberung von Stanislau und Nadworna, am 3. August fiel auch Czernowitz an die Mittelmächte zurück. Vor der Front der 7. Armee musste die neu eingeführte russische 1. Armee (XI., XXIII. und XVII. Armeekorps) auf die Linie Radautz-Gurahumora zurückgehen.
Nach dem Waffenstillstand mit Russland (Dezember 1917) verblieb die 7. Armee vorerst bis zum Friedensschluss in ihren Stellungen. Mitte März 1918 besetzte die 7. Armee das zur Bukowina gehörende Dreieck Sereth—Gurahumora—Suczawa und die benachbarte 1. Armee (IX. und XXI. Korps) die Grenze von Siebenbürgen. Am 11. März 1918 musste die Heeresgruppe Kövess die 39., 40. und 51. Honved-Division ins innere Ungarn abgeben, weil sie die Getreideaufbringung gebraucht wurden. Am 5. April 1918 wurde die Heeresgruppe Kövess aufgelöst, zehn Tage später auch die Armeekommandos 1 und 7 aufgelassen. Zur Sicherung des jetzt befriedenden Gebietes traten das Korpskommando VIII. (Gen. der Inf. Hadfy) als neugegründetes Generalkommando 1 in Kronstadt, und das Korpskommando XI. (FZM. Hugo von Habermann) als Generalkommando 7 in Czernowitz.

## Oberbefehlshaber
- General der Kavallerie Karl von Pflanzer-Baltin (8. Mai 1915 bis 8. September 1916)
- General der Kavallerie Karl von Kirchbach auf Lauterbach (8. September 1916 bis 20. Oktober 1916)
- Generaloberst Hermann Kövess von Kövesshaza (20. Oktober 1916 bis 16. Januar 1918)
- Generaloberst Karl Křitek (16. Januar 1918 bis 15. April 1918)